# Nerodimka
Die Nerodimka (albanisch Nerodimja/Nerodimë, serbisch Неродимка Nerodimka) ist ein Fluss in der Landschaft Amselfeld im Kosovo.
Der Fluss misst 41 Kilometer, er entwässert ein Gebiet von 229 Quadratkilometer und ist nicht schiffbar. Die Nerodimka entsteht durch den Zusammenfluss zweier Bergbäche vom Nerodimka-Berg und vom Carraleva-Berg. Danach fließt sie in Richtung Norden an den Dörfern Jezerc, Nerodima e Epërme und Nerodima e Poshtme vorbei.

## Bifurkation
Östlich von Nerodima e Poshtme „teilt“ sich der Fluss: der kleinere, nach Norden abfließende Bach geht durch die Flur von Prelez i Jerlive und mündet dicht südwestlich des Nachbarortes Mirash in einen Zufluss der Sitnica. Der größere, nach Südosten abfließende Teil wird nun als Lepenac bezeichnet. Der Lepenac fließt westlich an der Stadt Ferizaj vorbei und mündet bei Skopje in den Vardar.
Bei der europäischen Hauptwasserscheide nahe Nerodima e Poshtme auf dem Höhenzug Crnoljeva in 1364 Meter über Adria treffen die Einzugsgebiete der Adria, Ägäis und des Schwarzen Meeres aufeinander. Als hydrographische Besonderheit tritt im Amselfeld die Bifurkation der Nerodimka auf (Lage), die über die Sitnica, einen orographisch rechten Nebenfluss des Ibar, ins Schwarze Meer und über den Lepenac als orographisch linken Nebenfluss des Vardars in die Ägäis entwässert.